# Flaggenschmuck

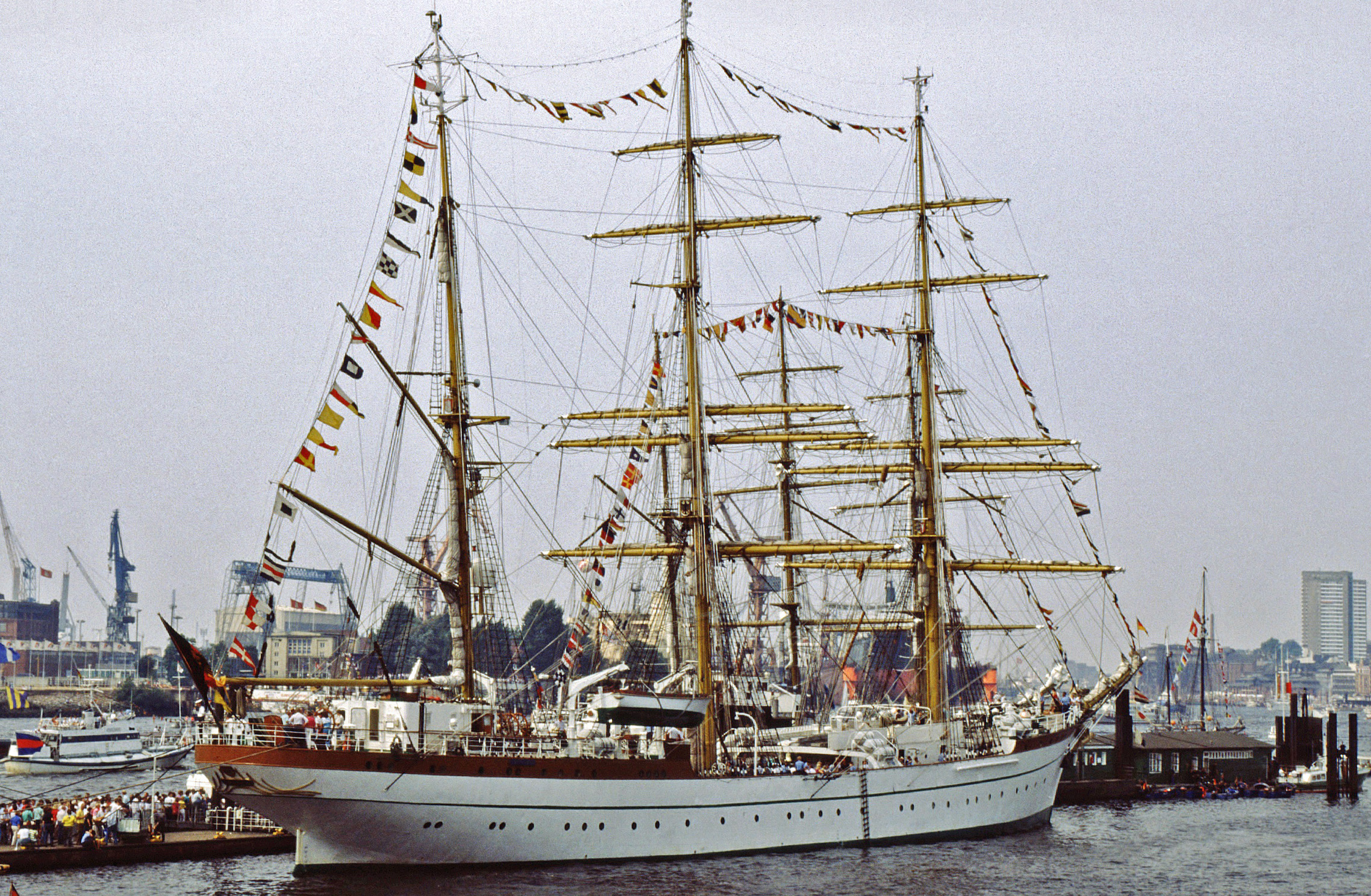
Die Gorch Fock mit großem Flaggenschmuck, 1989 in Hamburg

Flaggenschmuck wird zu festlichen Anlässen auf Schiffen gehisst.

## Flaggenschmuck in der Seefahrt
Schiffe können bei festlichen Anlässen Flaggenschmuck anlegen, dabei wird zwischen dem kleinen und großen Flaggenschmuck unterschieden. Der kleine Flaggenschmuck besteht aus der Heckflagge und Gösch sowie der Nationalflagge in jedem Masttop.
Beim großen Flaggenschmuck, auch Flaggengala genannt, in der Seemannssprache „über die Toppen flaggen“ genannt, wird zusätzlich vom Bug über die Masttoppen bis an das Heck eine Kette aus Signalflaggen in Längsrichtung gespannt. Die Flaggen werden dabei an Flaggenleinen und Maststagen befestigt. Die Reihenfolge der Flaggen wechselt dabei zwischen Buchstabenflaggen und den Zahlenwimpeln ab, auf die Flaggen B und T wird verzichtet.

### Über die Toppen flaggen
Dies ist eine Form des Schiffsschmucks, die sog. Flaggengala bzw. der Große Flaggenschmuck, zu freudigen Anlässen wie Schiffstaufe, Indienststellung, Jahrestage, Begrüßung nach besonderer Reise, Regattatagen, Bordfest u. ä. Wenn man sich mit einer Yacht in einem ausländischen Hafen befindet und feststellt, dass ein offizieller Feiertag begangen wird, ist es eine nette Geste mitzufeiern und über die Toppen zu flaggen. Heute ist allerdings längst nicht mehr auf allen Yachten das ganze Flaggenalphabet vorhanden, weil die Signalisationsfunktion weitgehend durch UKW-Seefunk abgelöst wurde.
Es werden alle Flaggen des Signalflaggenstells so angeordnet, dass keine Verwechslung mit einem Heiß (verbindlichen Signal) auftritt. Dies ist im Allgemeinen gegeben, wenn man eine traditionelle Reihenfolge setzt. Dafür gibt es je nach Nationalität der Marine unterschiedliche Traditionen:

### Deutsche Marine
Bei der Deutschen Marine dient der Große Flaggenschmuck der „Bekundung eines feierlichen Ereignisses an Bord von Schiffen/Booten. Die Anlässe und die Art des Flaggenschmucks, der von Schiffen/Booten der Bundeswehr anzulegen ist, bestimmt ggf. in Vereinbarung mit dem Auswärtigen Amt, der Bundesminister der Verteidigung.“ Die Dauer des Flaggenschmucks wird also je nach Anlass durch Befehl geregelt. Bei der Marine gilt die Reihenfolge der Buchstaben im Alphabet jeweils gefolgt von einem Zahlenwimpel in aufsteigender Folge. Die Flaggen B und T werden nicht verwendet. Vom Bug beginnend wird folgende Reihenfolge zum Top und vom Top zum Heck vorgeschrieben.

1. Abschnitt: A-1-C-2-D-3-E-4-F-5-G-6-H-7-I-8-J-9-K-0-L-1

2. Abschnitt: M-2-N-3-O-4-P-5-Q-6-R-7-S-8-U-9-V-0-W-1-X-2-Y-3-Z-4-A-5

### Britische Marine
Nach der britischen Etikette wird nur im Hafen und am Ankerplatz über die Toppen geflaggt. Sobald das Fahrzeug unterwegs ist, werden die Flaggen niedergeholt.
Bei der Britischen Marine und den Britischen Yachtclubs wird vom Bug beginnend folgende Reihe traditionell empfohlen, die auch noch besonders schön aussieht:

1. Abschnitt: E-Q-3-G-8-Z-4-W-6-P-1-I-Antwortwimpel-T-Y-B-X-1.Hilfsstander-H-3.Hilfsstander

2. Abschnitt: D-F-2.Hilfsstander-U-A-O-M-R-2-J-Null-N-9-K-7-V-5-L-C-S

Der erste Abschnitt sollte vor dem Masttop mit dem 3. Hilfsstander enden und dahinter mit der Flagge D fortgesetzt werden.

### US-Navy
Bei der US-Navy und den Yachtclubs der USA gilt wieder eine andere Reihenfolge vom Bug aus:
A-B-2 – U-J-1 – K-E-3 – G-H-6 – I-V-5 – F-L-4 – D-M-7 – P-O-3.Hilfsstander – R-N-1.Hilfsstander – S-T-Null – C-X-9 – W-Q-8 – Z-Y-2.Hilfsstander

### Kanadische Marine
Das kanadische Verteidigungsministerium verwendet das „Allied Maritime Signal and Manoeuvring system“, das auch NATO Signalflaggen enthält und beschreibt den Großen Flaggenschmuck in den „Regulations on Dressing our Canadian Ships“ wie folgt:

Abschnitt Mainmast/Foremast Foreward:

E-Q-1-G-3-Z-Negative-W-9-N7-N1-P-6-C-8-P-4-I-1-T-7-N6-Corpen-N8-Interrogative-Squadron-2-H-Antwortwimpel-N5-Turn-X-Null-F-Church-Division-Form-O-5-R-9-Port-8-D-3-2.Antwortwimpel

Abschnitt Fore-to-Mainmast in der Waagerechten (nur bei Zweimastern):

Station-Y-3.Ersatzwimpel-U-1.Ersatzwimpel-D-4.Ersatzwimpel-N3-Emergency-N1-3.Ersatzwimpel-L-Emergency-N7-2.Ersatzwimpel-Squadron-1.Ersatzwimpel-C-3.Ersatzwimpel-Port-Station-N8-Emergency-N5-3.Ersatzwimpel-K-Station-I-4.Ersatzwimpel-V-1.Ersatzwimpel-O-4.Ersatzwimpel-N3-Emergency

Abschnitt Mainmast Aft:

Speed-I-2-E-Interrogative-T-6-N1-Negative-P-5-N9-8-Alfa-6-N2-3-N3-7-E-Corpen-M-Turn-R-Form-J-Antwortwimpel-N-Null-K-4-B-Interrogative-N0-Church-X-7-N4-2-L-J

Diese sehr ausführliche Vorschrift scheint das Schmücken auch eines sehr großen Schiffes im Detail zu regeln.
Auf jeden Fall wird der Hobby-Segler üblicherweise erst das Vorstag und danach das Achterstag schmücken.
Nicht-Britische Segler, die unbedingt in Fahrt über die Toppen flaggen wollen, stellen den Schmuck über die Wanten in den Top, müssen sich jedoch sehr abschätzige Blicke der Traditionalisten gefallen lassen.
Bei einem Gaffelrigg, das kein einzelnes Achterstag aufweist, werden die Flaggen an einem Toppsegelfall oder einer Dirk zum Ende des Baumes geführt; hinzu kommen ein oder zwei weitere Flaggen an der Baumnock und am Bugspriet. Neben den Flaggen aus dem Internationalen Signalbuch können auch Zahlwimpel der Marine verwendet werden, z. B. die der Zahlenwimpel der NATO.
Der Stell sollte in keinem Fall mit Flaggen anderer Größe, Jux- und Phantasieflaggen sowie Nationalen gemischt sein. Mit Ende des Anlasses sollte der Stell wieder eingeholt werden; es ist, auch auf Kreuzfahrtschiffen, keine Dauerbeflaggung.